# Liste der brasilianischen Botschafter in Spanien
Liste der brasilianischen diplomatischen Vertreter in Spanien
Der brasilianische Botschafter in Spanien residiert in der Calle Fernando El Santo, número 6 in Madrid.

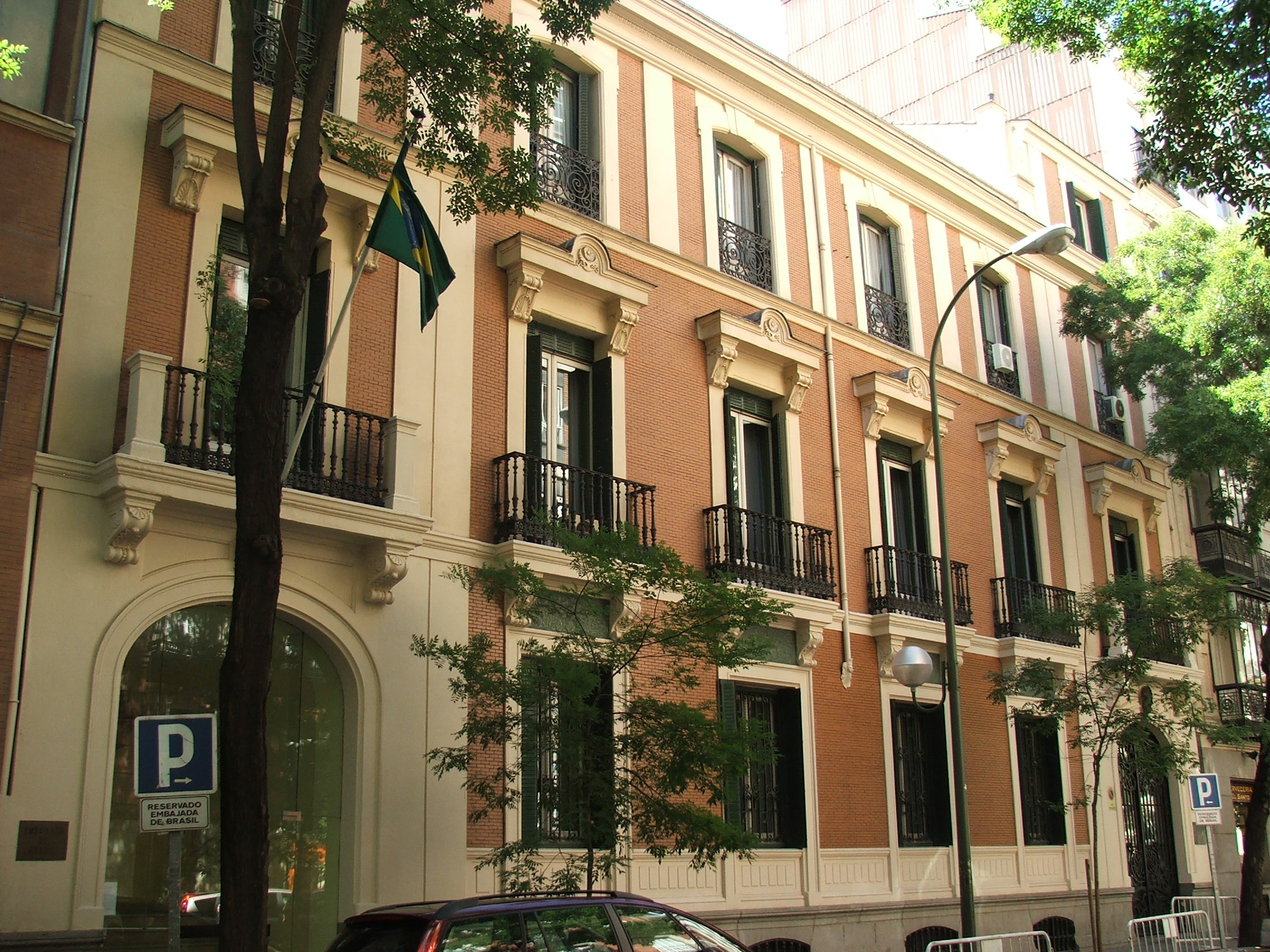
Brasilianische Botschaft in Madrid

| Ernannt / Akkreditiert | Name                                         | Bemerkungen                                               | ernannt von                          | akkreditiert bei     | Posten verlassen |
| ---------------------- | -------------------------------------------- | --------------------------------------------------------- | ------------------------------------ | -------------------- | ---------------- |
| 30. Nov. 1907          | Pedro de Araújo Beltrão                      | außerordentlicher Gesandter und Ministre plénipotentiaire | Afonso Augusto Moreira Pena          | Alfons XIII.         | 4. Mai 1911      |
| 1911                   | Sylvino Gurgel do Amaral                     | Geschäftsträger                                           | Hermes Rodrigues da Fonseca          | Alfons XIII.         | 1912             |
| 1912                   | João Fausto de Aguiar                        | Geschäftsträger                                           | Hermes Rodrigues da Fonseca          | Alfons XIII.         |                  |
| 27. Nov. 1912          | Antônio de Fontoura                          | außerordentlicher Gesandter und Ministre plénipotentiaire | Hermes Rodrigues da Fonseca          | Alfons XIII.         | 26. Sep. 1914    |
| 27. Sep. 1914          | Xavier Gastão da Cunha                       | außerordentlicher Gesandter und Ministre plénipotentiaire | Venceslau Brás Pereira Gomes         | Alfons XIII.         | 1. Aug. 1915     |
| 1915                   | Eduardo de Lima Ramos                        | Geschäftsträger                                           | Venceslau Brás Pereira Gomes         | Alfons XIII.         |                  |
| 1915                   | José Joaquim de Lima e Silva Moniz de Aragão | Geschäftsträger                                           | Venceslau Brás Pereira Gomes         | Alfons XIII.         | 1916             |
| 30. Okt. 1916          | Alcebíades Peçanha                           | außerordentlicher Gesandter und Ministre plénipotentiaire | Venceslau Brás Pereira Gomes         | Alfons XIII.         | 7. Juli 1917     |
| 8. Juli 1917           | Euzébio de Queiroz C. Mattoso Câmara         |                                                           | Venceslau Brás Pereira Gomes         | Alfons XIII.         | 20. Okt. 1917    |
| 21. Okt. 1917          | Pedro de Toledo                              | außerordentlicher Gesandter und Ministre plénipotentiaire | Venceslau Brás Pereira Gomes         | Alfons XIII.         | 15. Apr. 1917    |
| 1917                   | Carlos Taylor                                | Geschäftsträger                                           | Venceslau Brás Pereira Gomes         | Alfons XIII.         |                  |
| 2. Juni 1917           | Alcebíades Peçanha                           | außerordentlicher Gesandter und Ministre plénipotentiaire | Venceslau Brás Pereira Gomes         | Alfons XIII.         | 2. Feb. 1923     |
| 1923                   | Jarbes Loretti da Silva Lima                 | Geschäftsträger                                           | Artur da Silva Bernardes             | Alfons XIII.         |                  |
| 2. März 1923           | Rinaldo de Lima e Silva                      | außerordentlicher Gesandter und Ministre plénipotentiaire | Artur da Silva Bernardes             | Alfons XIII.         | 27. Jan. 1924    |
| 1924                   | Jarbes Loretti Silva Lima                    | Geschäftsträger                                           | Artur da Silva Bernardes             | Alfons XIII.         |                  |
| 2. Apr. 1924           | Hippolito Pacheco Alves d’Araujo             | außerordentlicher Gesandter und Ministre plénipotentiaire | Artur da Silva Bernardes             | Alfons XIII.         | 30. März 1927    |
| 1927                   | Carlos Alberto Moniz Gordilho                | Geschäftsträger                                           | Washington Luís Pereira de Sousa     | Alfons XIII.         |                  |
| 9. Apr. 1927           | Luiz Guimarães Filho                         | Botschafter                                               | Washington Luís Pereira de Sousa     | Alfons XIII.         | 3. Juli 1928     |
| 1928                   | Carlos Alberto Moniz Gordilho                | Geschäftsträger                                           | Washington Luís Pereira de Sousa     | Alfons XIII.         | 1929             |
| 6. Apr. 1931           | Luiz Guimarães Filho                         | Botschafter                                               | Getúlio Dornelles Vargas             | Niceto Alcalá Zamora | 15. Dez. 1934    |
| 15. Dez. 1934          | Luiz Guimarães Fernandes                     | Geschäftsträger                                           | Getúlio Dornelles Vargas             | Niceto Alcalá Zamora | 1. März 1935     |
| 2. März 1935           | Alcebíades Peçanha                           | Botschafter                                               | Getúlio Dornelles Vargas             | Niceto Alcalá Zamora | 5. Feb. 1938     |
| 5. Feb. 1938           | Carlos da Silvetra Martins Ramos             | Geschäftsträger                                           | Getúlio Dornelles Vargas             | Francisco Franco     | 5. Apr. 1939     |
| 5. Apr. 1939           | Argeu de Segadas Machado Guimarães           | Geschäftsträger                                           | Getúlio Dornelles Vargas             | Francisco Franco     | 15. Okt. 1939    |
| 16. Okt. 1939          | Abelardo Roças                               |                                                           | Getúlio Dornelles Vargas             | Francisco Franco     | 10. Dez. 1943    |
| 11. März 1944          | Mário Pimentel Brandão                       |                                                           | Getúlio Dornelles Vargas             | Francisco Franco     |                  |
| 12. März 1950          | Rubens Ferreira de Mello                     |                                                           | Eurico Gaspar Dutra                  | Francisco Franco     |                  |
| 1956                   | Paulo Braz Pinto da Silva                    | Geschäftsträger                                           | Juscelino Kubitschek                 | Francisco Franco     |                  |
| 2. Juli 1958           | João Pizarro Gabizo Coelho Lisboa            | Botschafter                                               | Juscelino Kubitschek                 | Francisco Franco     | 14. Juni 1963    |
| 1963                   | Gil Guilherme Mendes de Moraes               | Geschäftsträger                                           | Jânio Quadros                        | Francisco Franco     |                  |
| 2. Juli 1963           | Antônio Cândido da Câmara Canto              | Botschafter                                               | João Goulart                         | Francisco Franco     | 8. Juni 1966     |
| 1966                   | Manoel Emílio Pereira Guilhon                | Geschäftsträger                                           | Aurélio de Lira Tavares              | Francisco Franco     |                  |
| 15. Okt. 1968          | Auro de Moura Andrade                        | Botschafter                                               | Artur da Costa e Silva               | Francisco Franco     | 30. Okt. 1969    |
| 5. Mai 1969            | Manoel Emílio Pereira Guilhon                |                                                           | Aurélio de Lira Tavares              | Francisco Franco     |                  |
| 1969                   | Fernando Paulo Simas Magalhäes               | Geschäftsträger                                           | Aurélio de Lira Tavares              | Francisco Franco     | 1970             |
| 5. Mai 1969            | Manuel Emilio Pereira Guilhon                | Botschafter                                               | Aurélio de Lira Tavares              | Francisco Franco     | 20. Apr. 1973    |
| 10. März 1975          | Sérgio Armando Frazão                        |                                                           | Ernesto Geisel                       | Francisco Franco     |                  |
| 15. Jan. 1982          | Lauro Escorel Rodrigues de Moraes            |                                                           | João Baptista de Oliveira Figueiredo | Juan Carlos I.       |                  |
| 3. Feb. 1985           | João Carlos Pessoa Fragoso                   |                                                           | José Sarney                          | Juan Carlos I.       |                  |
| 24. Jan. 1989          | Ronaldo Mota Sardenberg                      |                                                           | José Sarney                          | Juan Carlos I.       |                  |
| 3. Nov. 1990           | Lindolfo Leopoldo Collor                     |                                                           | Fernando Collor de Mello             | Juan Carlos I.       |                  |
| 1. Apr. 1993           | Luiz Felipe de Seixas Corrêa                 | [ 1 ]                                                     | Itamar Franco                        | Juan Carlos I.       |                  |
| 4. Juli 1997           | Carlos Moreira Garcia                        | [ 2 ]                                                     | Fernando Henrique Cardoso            | Juan Carlos I.       |                  |
| 21. März 2003          | Osmar Vladimir Chohfi                        | [ 3 ]                                                     | Luiz Inácio Lula da Silva            | Juan Carlos I.       |                  |
| 23. Mai 2005           | José Viegas Filho                            |                                                           | Luiz Inácio Lula da Silva            | Juan Carlos I.       |                  |
| 18. Apr. 2009          | Paulo Cesar de Oliveira Campos               |                                                           | Luiz Inácio Lula da Silva            | Juan Carlos I.       |                  |